# 1328

## أحداث
- بدء حصار نيقية والذي استمر إلى 1331.
- نهاية حرب الاستقلال الاسكتلندية الأولى في 1328 والتي بدأت في 1296.
- نهاية الحرب الأهلية البيزنطية 1328-1321 في 1328 والتي بدأت في 1321.
- 26 مايو: وليم الأوكامي يترك أفينيون سراً بعد تهديدات البابا يوحنا الثاني والعشرون.
- 29 مايو: تنصيب فيليب السادس ملكاً على فرنسا ليصبح أول ملك من آل فالوا وذلك بعد وفاة الملك شارل الرابع دون أن يكون لديه أبناء يخلفونه العرش.

## مواليد
- جون ويكليف

## وفيات
27 سبتمبر - العالم ابن تيمية.